# 東寧之變
東寧之變，又稱東寧政變，是明郑永曆三十五年（清康熙二十年；1681年），統治東寧的延平王鄭經逝世後，於「東都明京」承天府（今台南地區）所發生的政變。
身為外戚又兼任侍衛鎮的馮錫範，聯合鄭哲順、劉國軒等宗室與將領，向太妃董友諫言「鄭克𡒉非鄭氏骨肉，而是李氏之子」等讒言，借口监国鄭克𡒉不是先王鄭經親生子，乃共同策劃、發動政變，是為「東寧之變」。
「東寧之變」結束後。原繼位不及三日的監國、世子鄭克𡒉，遭到罷黜，並被殺害。馮錫範改立其女婿，鄭經次子鄭克塽繼承王位。
此次政變被廣泛認為，是台灣明鄭政權內亂並快速走向衰亡的重要轉捩點。

## 起因與經過
1661年（永曆十六年），吳三桂絞死永曆帝於雲南，南明滅亡。延平王鄭成功在東都明京（今臺灣臺南），令世子鄭經駐防思明州（今福建廈門），但鄭經卻與弟弟的乳母陳昭娘私通，後納其為妾，生子鄭克𡒉。鄭克𡒉出生時，有人傳言陳昭娘假裝懷孕，將某李氏屠夫的兒子抱來養育。然而，由於鄭經親眼目睹鄭克𡒉出生，因此並不相信這種說法。
鄭克𡒉長大後，與內閣首輔陳永華之三女成婚。鄭克𡒉辦事英明果決，有祖王鄭成功之風範，因此頗受父王鄭經重用寵愛。1679年，鄭經西征清朝之際，採納東寧總制陳永華之提議，將鄭克𡒉立為世子，並授職監國，持「監國世孫」之印璽，總攬東寧國政。由於他秉公執政，因此被稱為「東寧賢主」。然而，鄭克𡒉也因為此性格而得罪驕縱的王叔鄭聰等人，並種下日後政變的種子。
1680年（永曆三十四年），三藩之亂無功而返，監國續掌國政，亦深得鄭經之信任。不過，在陳永華過世之後，兵權落入劉國軒、馮錫範等西征將領的手中，監國在朝廷裡漸漸遭到孤立、架空，鄭克𡒉因此失勢。
1681年3月17日（永曆三十五年正月二十八日），鄭經逝世於承天府行台，臨終前托世子予劉國軒、馮錫範等武臣。鄭聰等諸王叔眼見王兄逝世，並計畫報復世子。19日（正月三十日），他們聯合外戚馮錫範向董太妃進讒言，以監國為李氏螟蛉子而非王室血脈，其生母陳昭娘与郑经的关系是違法的婚外情，身份卑賤為由，欲罷黜世子。董太妃礙於眾人的壓力，便下令收回鄭克𡒉的監國印璽。同日，鄭克𡒉便遭杀害。

## 世子之死
對於世子鄭克𡒉之死，根據不同的史書有著不同的說法：
- 根據《臺灣通史》記載，鄭克𡒉先被囚禁於北園別館，後遭到鄭聰等王叔命令烏鬼兵殺害。
- 根據《臺灣外紀》記載，董太妃於聽信諸公子與馮錫範的讒言後，信以為真，遂命令儀賓柯鼎傳世子入北園別館。鄭克𡒉來到大門，護衛毛興與沈誠被拒於門外，僅世子一人獨自進入內庭。世子剛進入中堂，鄭聰、鄭明、鄭智、鄭柔等人與殺手蔡添便聯合殺害了世子。世子死後，鄭聰立即命令烏鬼兵將其屍拖至旁院。
- 根據《裨海紀遊》及《鹿樵紀聞》之記載，世子是被迫自縊的。[7]而《閩海紀要》與《海上見聞錄》則記述世子是受絞刑（縊殺）而死的。

## 後續影響
二月初一（1681年3月20日），根据董太妃的命令，鄭克塽继承王位。鄭克塽繼位後，董太妃封鄭聰為「輔政公」，以輔佐年幼君王；至於袖手旁觀的「反正功臣」劉國軒則受封「武平侯」。然而，鄭聰為人平庸且優柔寡斷，因此大權漸漸落入馮錫範手中。馮錫範掌權後，提拔侍衛武官，形成武人掌政的現象，東寧國力亦大不如前，民心逐漸渙散。西元1683年（永曆三十七年）7月，澎湖海戰大敗。寧靖王朱術桂自盡殉國，鄭克塽與文武大臣決議後，於同年9月5日向清朝投降；同年10月8日，福建水師提督施琅入台納降，明朔終。

## 文獻史料
- 連橫《台灣通史》：經薨，年三十有九。諸弟揚言曰：「克𡒉非吾骨肉，一旦得志，吾屬無遺類矣」。入告董夫人，即收監國印。國軒不能爭。克𡒉既幽別室，諸弟夜命烏鬼殺之。
- 吳偉業《鹿樵紀聞》：經病死。其眾憚欽之嚴，迫令自殺
- 郁永河《裨海紀遊》：經諸弟又遣烏鬼往縊之；烏鬼畏不敢前，欽舍知不能生，遂自縊死
- 阮旻錫《海上見聞錄》：公議以克𡒉乃乳母所生，姦生子也，非正嫡所出，乃縊殺之
- 江日昇《台灣外記》：𡒉立斃於蔡添、聰、明、智、柔之手
- 夏琳《閩海紀要》：明侍衛將軍馮錫範與諸公子共廢監國克𡒉，縊殺之
- 鄭亦鄒《鄭成功傳》：克𡒉既幽別室，諸弟夜命烏鬼拉殺之
- 鄭達《野史無文》：錫范欲貴其婿，密與經諸父兄謀曰：『克𡒉，其母賤』。共弒克𡒉
- 沈雲《台灣鄭氏始末》：錫範搆諸將及聰等畏克𡒉嚴....馳收監國印，執幽別室，夜拉殺之
- 楊陸榮《三藩紀事本末》：經母董即收克𡒉殺之

（參見討論:鄭克𡒉）